# Cyclohepten

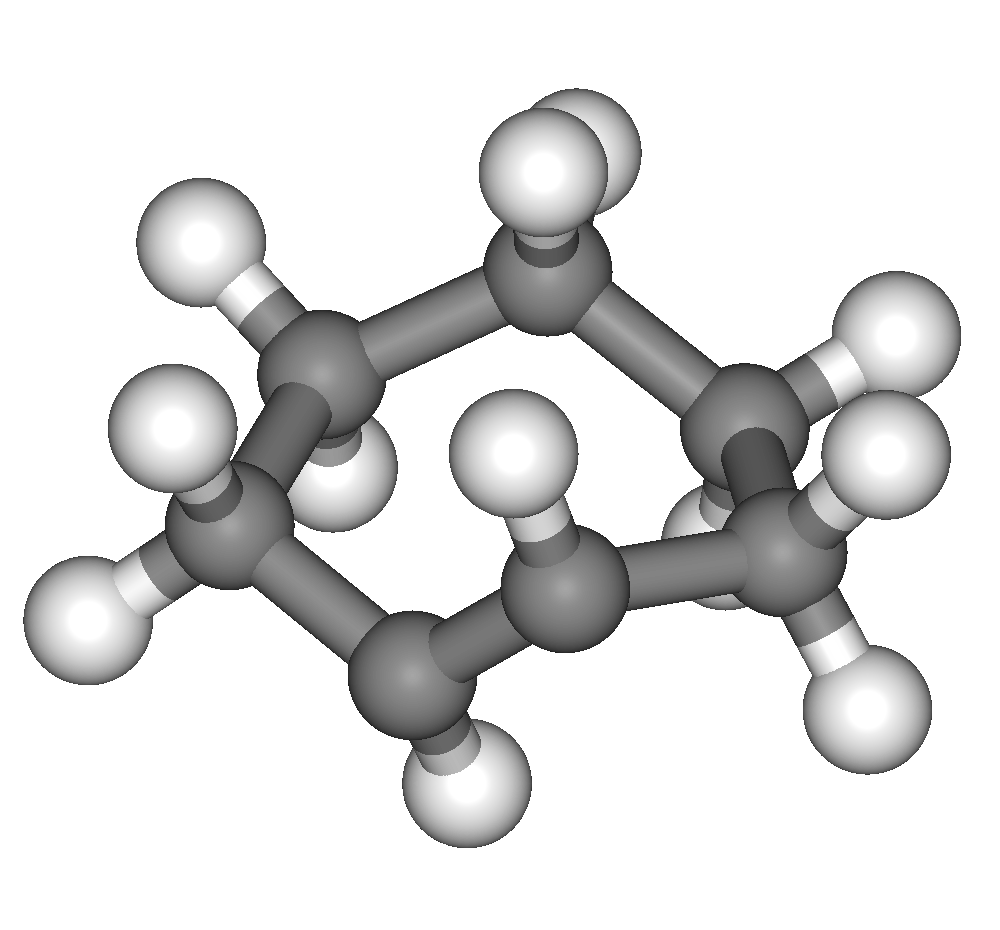
trans-Cycloheptene

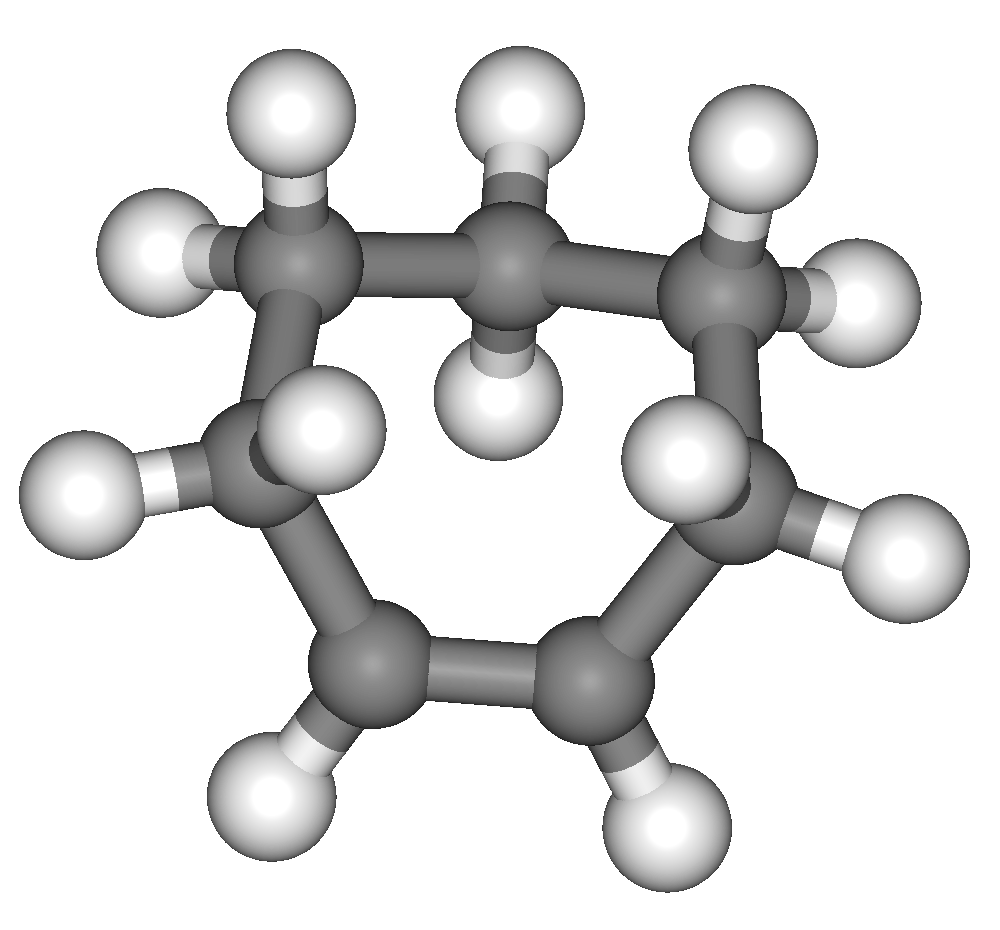
cis-Cycloheptene

Cyclohepten ist eine chemische Verbindung aus der Gruppe der ungesättigten cyclischen Kohlenwasserstoffe. Die Verbindung kommt in einer cis- und einer trans-Form vor, wobei die trans-Form instabil ist und sich über −40 °C in die cis-Form umwandelt. Die trans-Form ist der kleinste bekannte Ring mit einer trans-Doppelbindung.

## Gewinnung und Darstellung
Cyclohepten kann durch Ringerweiterung unter Nutzung der Demjanow-Umlagerung aus Aminomethylcyclohexan gewonnen werden.

## Eigenschaften
Cyclohepten ist eine farblose bis gelbliche Flüssigkeit, die praktisch unlöslich in Wasser ist. Sie homopolymerisiert nicht, bildet aber mit Ethen Copolymere.

## Sicherheitshinweise
Die Dämpfe von Cyclohepten bilden mit Luft ein explosionsfähiges Gemisch (Flammpunkt ca. 9 °C).